# 栗山英樹のエキサイトサンデー
栗山英樹のエキサイトサンデー（くりやまひできのエキサイトサンデー）は、2006年10月8日から2007年3月までTBSラジオをキーステーションに放送されていたプロ野球情報番組。
TBSラジオはセントラル警備保障提供。

## 放送時間
- TBSラジオ
  - 毎週日曜日 17:30-18:59 (JST)
- ネット局
  - 毎週日曜日 18:00-18:59 (JST)

18:40-18:50は『中嶋常幸のティーグラウンドへようこそ!』を放送。

## 出演者
- 栗山英樹
- 青木真麻

## ネット局
- ABS 秋田放送
- BSN 新潟放送
- KNB 北日本放送
- MRO 北陸放送
- FBC 福井放送
- YBS 山梨放送
- BSS 山陰放送
- RSK 山陽放送
- RNC 西日本放送
- JRT 四国放送